# Pleurotrocha elegans
Pleurotrocha elegans är en hjuldjursart som beskrevs av Zavadovsky 1926. Pleurotrocha elegans ingår i släktet Pleurotrocha och familjen Notommatidae. Inga underarter finns listade i Catalogue of Life.